# Rio Pardo de Minas
Rio Pardo de Minas é um município brasileiro do estado de Minas Gerais. Sua população recenseada em 2022 era de 28 271 habitantes. Está localizado na mesorregião do Norte de Minas e microrregião de Salinas. Compõe com outros municípios da região o Alto Rio Pardo.